# Charity Waciuma
Charity Wanjiku Waciuma (* 1936) ist eine kenianische Autorin. Sie verfasste mehrere Jugendbücher und eine Autobiografie, die 1969 unter dem Titel Daughter of Mumbi (dt. wörtlich „Tochter von Mumbi“) erschien. Wesentliche Grundlage ihrer Arbeiten sind Legenden und Erzählungen des Volkes der Kikuyu. Ihre Werke wurden nicht ins Deutsche übersetzt.

## Biographie
Charity Wanjiku Waciuma wuchs auf im Kenia vor der Unabhängigkeit, das geprägt war von den gewalttätigen Auseinandersetzungen zwischen den Mau-Mau und der britischen Kolonialmacht. Der Kikuyu-Tradition folgend erhielt sie den Namen der jüngsten Tochter ihres Vaters Wanjiku („der Klatsch“), ihr Nachname  Waciuma („die Perle“) leitete sich vom Spitznamen ihres Urgroßvaters her, der so wohlhabend war, dass er „soviele Gänse wie Perlen an einem Halsband“ hatte.
Sie war 1966 eine der ersten Kinderbuchautorinnen Kenias mit der Veröffentlichung ihres Buches Mweru the Ostrich Girl („Mweru, das Straußen-Mädchen“), es folgten Titel für junge Erwachsene The Golden Feather („Die goldene Feder“), Merry-Making („Ausgelassene Stimmung“) und Who’s Calling? („Wer ist am Telefon?“).
Ihr autobiographisches Werk Daughter of Mumbi, veröffentlicht 1969, erzählt von den Konflikten einer Heranwachsenden, die hin- und hergerissen ist zwischen der Verbundenheit zu einer traditionellen Identität (Mumbi war die mythische Ahnmutter der Kikuyo) und zu einem Vater, der die Unterstützung der britische Kolonialherrschaft für seine Pflicht auf dem Weg in die Moderne hält. Ihrem Vater, der während des Mau-Mau-Krieges getötet wurde, widmete Waciuma das Buch. Sie berichtete von Auseinandersetzungen zwischen tradiertem Glauben und dem über europäische Missionare verbreiteten Christentum, die sie auch in der eigenen Großfamilie erlebte und die viele Bereiche des Lebens berührten. So schrieb sie über die Polygamie, wie sie beispielsweise ihr Großvater noch lebte, distanzierte sich aber davon.
Waciuma wurde entgegen der Kiyuku-Tradition nicht beschnitten. Als eine der ersten afrikanischen Autorinnen thematisierte sie dieses gesellschaftlich heikle Thema, als noch niemand in Kenia über Frauenrechte diskutierte und schon gar nichts über die traumatisierenden körperlichen und psychologischen Auswirkungen dieser Praktiken für die betroffenen Frauen im öffentlichen Bewusstsein war.

## Rezeption
Zusammen mit Grace Ogot wurde Waciuma als erste kenianische Autorin in englischer Sprache publiziert. Sie wurde in die Anthologie Daughters of Africa aufgenommen, die Margaret Busby 1992 in London und New York veröffentlichte.

## Schriften
- Mweru, the Ostrich Girl. East African Publishing House, Nairobi 1966, LCCN 76251178.
- The Golden Feather. East African Publishing House, Nairobi 1966, OCLC 157825.
- Daughter of Mumbi. East African Publishing House, Nairobi 1969, LCCN 72286351.
- Merry-Making. East African Publishing House, Nairobi 1972, DNB 1003038034.
- Who’s Calling. East African Publishing House, Nairobi 1973, DNB 1003038220.